# Feuerwehr Mönchengladbach

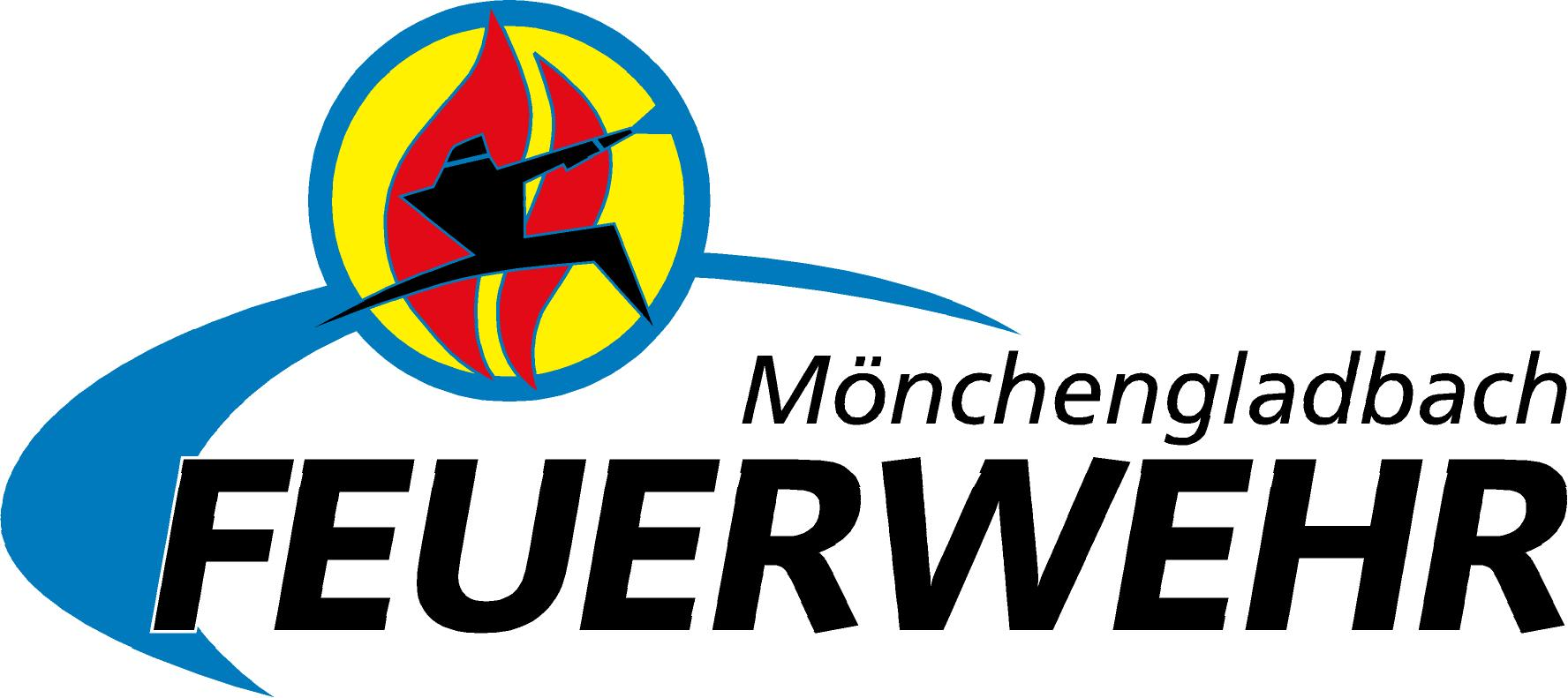
Logo der Feuerwehr

Die Feuerwehr Mönchengladbach ist als Fachbereich (FB) 37 im Dezernat III (allgemeine Verwaltung, Bürgerservice, Ordnung und Feuerwehr) Teil der Stadtverwaltung Mönchengladbach. Sie besteht aus einer Freiwilligen Feuerwehr, einer Kinderfeuerwehr, einer Jugendfeuerwehr und der Berufsfeuerwehr. Die Feuer- und Rettungswachen der Berufsfeuerwehr und die Feuerwehrhäuser der Einheiten der Freiwilligen Feuerwehr sind in einer historisch gewachsenen Struktur über das Stadtgebiet verteilt. An fast jedem Punkt der Stadt kann daher eine Hilfsfrist (Alarmierung bis zum Eintreffen der ersten Einsatzkräfte) von maximal acht Minuten eingehalten werden. Neben der Verwaltungsstruktur sind die Angehörigen aller in Mönchengladbach existierenden Feuerwehren im Stadtfeuerwehrverband Mönchengladbach e. V. organisiert.

## Berufsfeuerwehr
Im Stadtgebiet sind insgesamt drei ständig besetzte Feuer- und Rettungswachen (FRW) und zwei weitere Rettungswachen (RW) eingerichtet, welche eine Fläche von ca. 170,4 km² in den Bereichen Brandschutz, technische Hilfeleistung und Rettungsdienst abdecken.

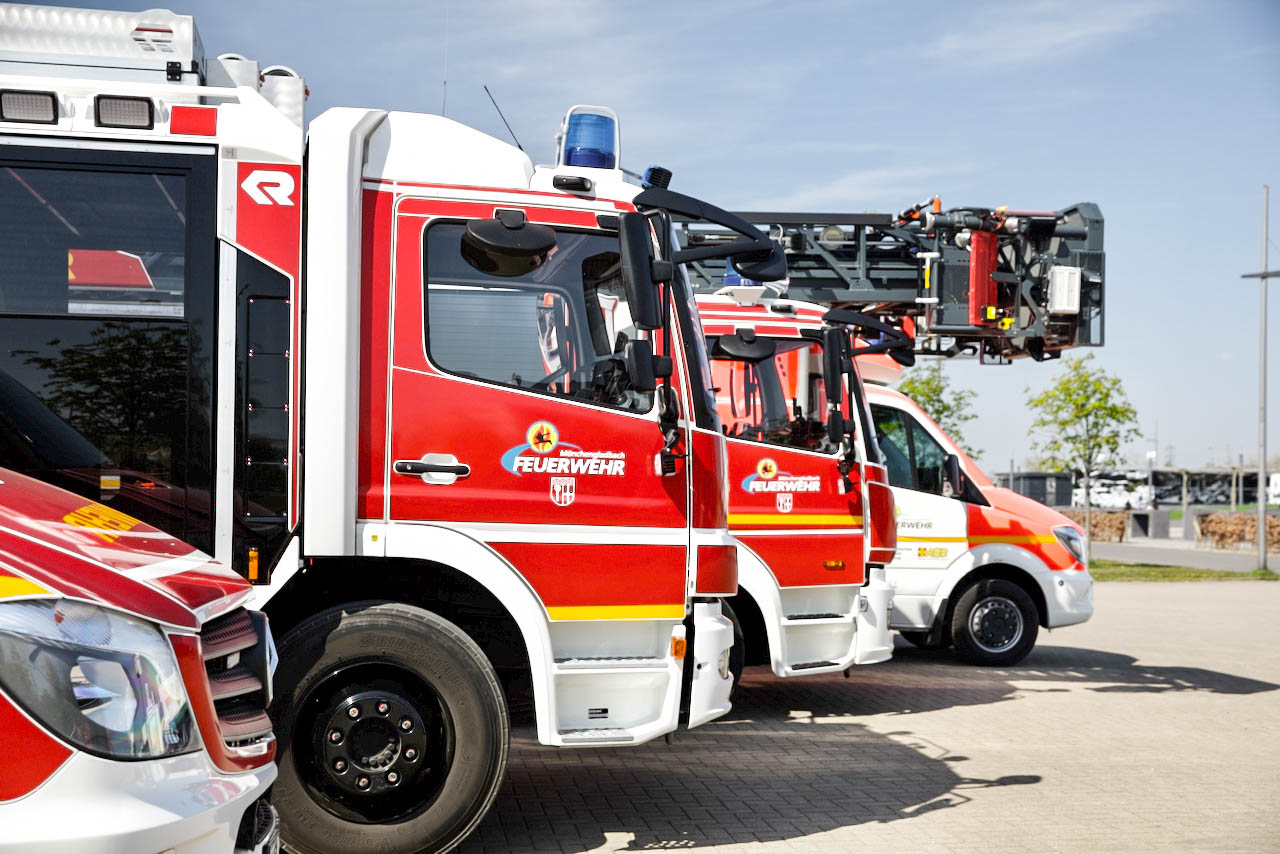
Grundeinheit der Feuerwehr

Die drei FRW befinden sich in: Neuwerk (FRW I), Holt (FRW II) und Rheydt (FRW III); die RW in den Bereichen Wickrath (14) und Koch (12).
An den Feuer- und Rettungswachen I, II und III ist jeweils eine Grundeinheit stationiert. Die Grundeinheit (Modell Mönchengladbach) der Berufsfeuerwehr besteht aus:
- Hilfeleistungslöschgruppenfahrzeug vom Typ HLF 20
- (automatischer) Drehleiter mit Korb vom Typ DLA (K) 23/12
- Rettungswagen DIN EN 1789, Typ C (RTW)

Am Standort der RW Wickrath besetzt die Berufsfeuerwehr einen RTW rund um die Uhr; das Personal ist organisatorisch der FRW III (Rheydt) zugeordnet. Dort ist ebenso die Einheit Wickrath der Freiwilligen Feuerwehr stationiert. Der Bereich der RW Koch ist aktuell durch den Interimsstandort FRW II/THW rund um die Uhr (Berufsfeuerwehr) abgedeckt.
Im Technik- und Logistikzentrum (TLZ) am Standort der FRW II (Holt) befinden sich verschiedene Sonderfahrzeuge, Wechselladerfahrzeuge sowie Abrollbehälter.
Im Führungs- und Lagezentrum (FLZ) befindet sich die einheitliche Leitstelle („Leitstelle Mönchengladbach“) mit den Führungsdiensten der Berufsfeuerwehr: Abschnittsleiter Nord und Süd (C-Dienste), Lageführungsdienst und Direktionsdienst (D-Dienst) und die Stabsräume für den Krisenstab der Stadt Mönchengladbach und die Feuerwehreinsatzleitung.

Am Bildungszentrum der Feuerwehr wird die Aus- und Fortbildung für die gesamte Feuerwehr Mönchengladbach durchgeführt. Hier wird auch der klassische Zugang zur Berufsfeuerwehr als Handwerker (112-DIRECT), Bachelor oder Master angeboten.

### Wach- und Fahrzeugaufteilung
| Feuer- und Rettungswache I (Neuwerk) | Feuer- und Rettungswache II (Holt) | Technik- und Logistikzentrum (Holt) | Feuer- und Rettungswache III (Rheydt) | Führungs- und Lagezentrum (Rheydt) |
| --- | --- | --- | --- | --- |
| HLF 20 DLA (K) 23/12 RTW (FW-Doppelfunktion HLF 20) RTW (FW) 24h RTW (JUH) Tagesdienst/Fr. und Sa. 24h RTW (JUH) Tagesdienst MTF (Messzug NRW) GW-Logistik (Feuerlöscherwerkstatt) ELW 1 (Abschnitt NORD – C-Dienst) NEF 1 (Nord/FW) 24h Kliniken Maria Hilf GmbH (im wöchentlichen Wechsel mit) Johanniter Krankenhaus Bethesda (im wöchentlichen Wechsel mit) Krankenhaus Neuwerk | HLF 20 DLA (K) 23/12 RTW (FW-Doppelfunktion HLF 20) RTW (FW) 24h MTF (Messzug NRW) GW-Technik (Atemschutzwerkstatt) NEF 2 (Süd/ASB) 12h Städtische Kliniken Mönchengladbach GmbH – Elisabeth-Krankenhaus Rheydt RTW (DRK) Tagesdienst (Interimsstandort DRK Unterkunft Rheindahlen) | Kleineinsatzfahrzeug (KEF) mit FwA-Tiertransport WLF 1 WLF 2 WLF 3 (Seilwinde) WLF 4 (26 t + Kran) Feuerwehrkran (FwK) 45 Tanklöschfahrzeug (TLF) 4.000 SL Rüstwagen RW ABC-ErkKw (Bund) Dekon-LKW P (Bund) Dekon-LKW P (Bund) Gabelstapler GW-Logistik (Ölschaden) FwA Ölschaden GW-Logistik (Notstrom u. a.) FwA-NEA 200 kVA FwA-Notstrom 50 kVA GW-Logistik NRW FwA-NEA 250 kVA (NRW) Abrollbehälter - Bahn/Bau - Gefahrgut - Atemschutz - Boot - Ladeboden - Schaum (4.000 l) - Schlauch (2.000 m) - Einsatzleitung - RettD - MANV NRW - V-Dekon NRW - Mulde - Gefahrstoffübung - Transport FwA-Jugendfeuerwehr FwA-Logistik FF Medi-Pkw (Reanimationshilfe) | HLF 20 DLA (K) 23/12 RTW (FW-Doppelfunktion HLF 20) RTW (FW) 24h RTW (ASB) Tagesdienst RTW (ASB) Tagesdienst (ausgenommen So./Feiertag) RTW (Reserve) NEF (Reserve) DLA (K) 23/12 (Reserve) HLF 20 (Reserve) MTF (Messzug NRW) ELW1 (Abschnitt Süd – C-Dienst) NEF 3 (Süd/FW) 24h Städtische Kliniken Mönchengladbach GmbH – Elisabeth-Krankenhaus Rheydt | KdoW (Direktionsdienst) ELW 1 (Lageführungsdienst) ELW 1 (Reserve) ELW 2 KdoW (Leiter der Feuerwehr) KdoW (Warnung) KdoW (Warnung und Personal) KdoW (Warnung und Logistik) GW-Technik (IuK) GW-Technik (Instandsetzung) |

| Rettungswache Wickrath                                                                           | Rettungswache Koch | Bildungszentrum (Wickrath)                                                                               | Krankentransport, Rettungsdienstverstärkung und Katastrophenschutz |
| ------------------------------------------------------------------------------------------------ | --- | --- | --- |
| RTW (FW) 24h RTW (JUH) Tagesdienst (ausgenommen So./Feiertag) (Interimsstandort Bildungszentrum) | RTW (FW) 24h (Interimsstandort THW/FRW II) RTW (DRK) Tagesdienst (ausgenommen Fr.) (Interimsstandort DRK Unterkunft Rheindahlen) | HLF 10-1 HLF 10-2 HLF 10-3 HLF 10-4 FwA-RTW MTF 1 MTF 2 GW-Logistik KdoW (Warnung) MTF (Kinderfeuerwehr) | KTW-1 (JUH) KTW-2 (JUH) KTW-3 (DRK) KTW-4 (JUH) KTW-5 (ASB) KTW-6 (DRK) KTW-7 (JUH) KTW-8 (ASB) KTW-9 Spitzenabdeckung bei Bedarf (tagsüber) und KTW Nacht (im wöchentlichen Wechsel zwischen ASB, DRK und JUH) KatS-RTW ASB KatS-RTW DRK KatS-RTW JUH KatS-KTW ASB KatS-KTW DRK KatS-KTW JUH KatS-KTW MHD (zusammen mit zwei NEF von DRK und JUH bilden diese Fahrzeuge den PT-Z 10 NRW MG) GW-Logistik 2t gl ASB GW-Logistik 2t gl JUH EE NRW 1 MG ASB EE NRW 2 MG DRK EE NRW 3 MG DRK EE NRW 4 MG MHD/JUH |

## Freiwillige Feuerwehr

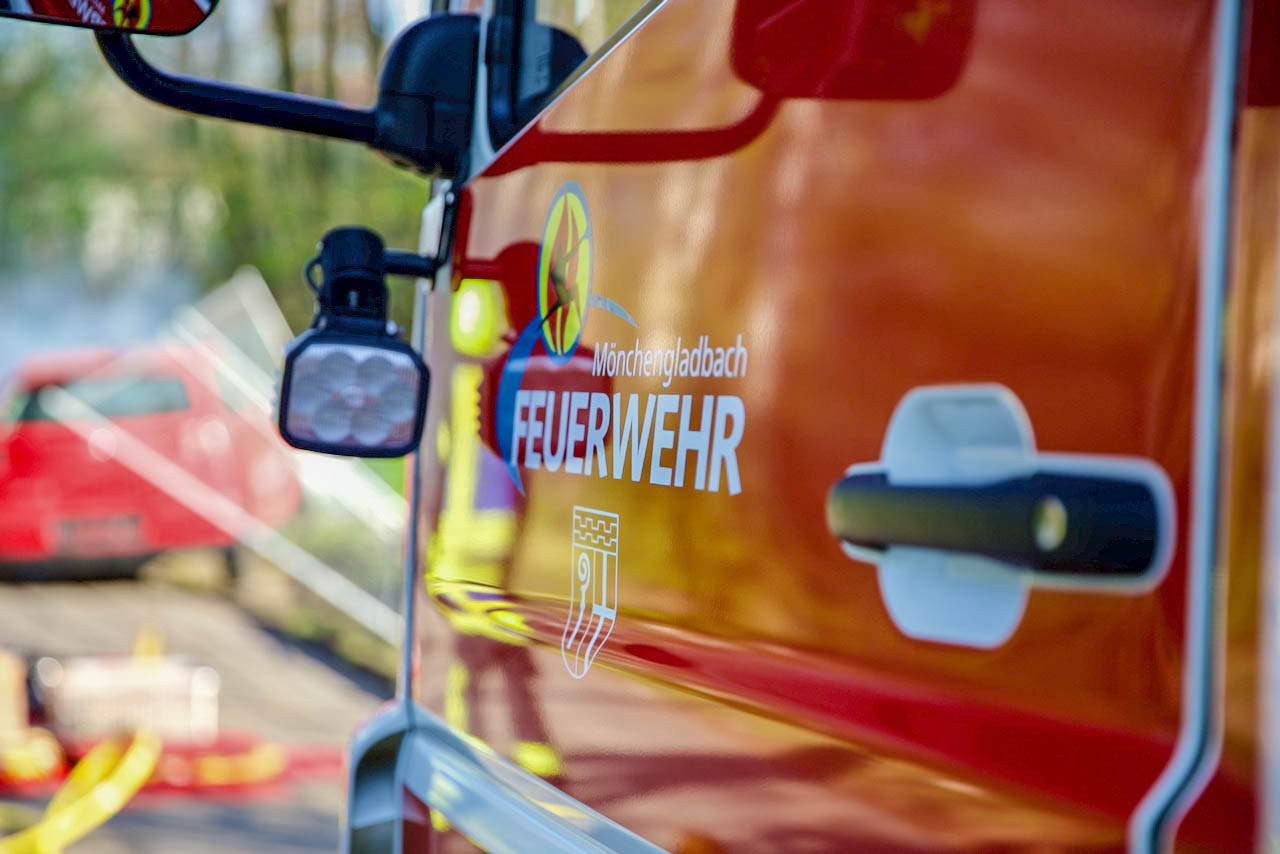
Einheitliches Logo aller Fahrzeuge der Feuerwehr

Im Stadtgebiet Mönchengladbach existieren 19 Einheiten der Freiwilligen Feuerwehr. Diese liegen in den Bezirken der drei ständig besetzte Feuer- und Rettungswachen (FRW) und der zwei weiteren Rettungswachen (RW) und werden je nach Alarmstichwort und Tageszeit parallel zur Berufsfeuerwehr alarmiert. Die Freiwillige Feuerwehr ist grundsätzlich in Schwerpunkt-, Zug- und Gruppeneinheiten strukturiert und hat zusätzlich einige Sonderfahrzeuge. Das Mönchengladbacher „MTF Unwetter“ ist ein Mannschaftstransportfahrzeug mit fester Grundbeladung (z. B. Verkehrsabsicherung u. a.) und kann mit Belademodulen „Wasserschaden“ oder „Sturmschaden“ zusätzlich bestückt werden. So sind bei Flächenlagen mehr einzelne Fahrzeugkapazitäten vorhanden:
| IuK-Gruppe    | Bereich FRW I | Bereich FRW II | Bereich FRW III | Bereich FRW IV |
| Fahrzeug(e)   | Einheit (Kennzahl)/Fahrzeug(e) | Einheit (Kennzahl)/Fahrzeug(e) | Einheit (Kennzahl)/Fahrzeug(e) | Einheit (Kennzahl)/Fahrzeug(e) |
| ------------- | --- | --- | --- | --- |
| ELW 1,5 ELW 1 | Neuwerk (1110) mit HLF 20 RW 1 LF-KatS (Bund) MTF Unwetter Hardt (1120) mit HLF 20 TLF 3.000 (Waldbrand) LF 10 (Waldbrand) MTF Unwetter Stadtmitte (1130) mit HLF 20 LF20 KatS NRW SW2000-KatS (Bund) MTF Unwetter LKW-Logistik (Küche) FwA-FKH | Rheindahlen (1210) mit HLF 20 LF20 KatS NRW GW-Licht MTF Unwetter Broich (1211) mit LF 10 Günhoven-Kothausen (1213) mit HLF 10 LF 10 (Reserve FF) Woof (1214) mit HLF 10 | Rheydt (1310) mit HLF 20 LF 20 (kommunaler Platzhalter für LF-KatS (Bund)) MTF Unwetter Odenkirchen (1311) mit HLF 20 SW2000-KatS (Bund) MTF Unwetter Giesenkirchen (1320) mit HLF 20 LF-KatS (Bund) MTF Unwetter Schelsen (1321) mit LF 10 | Wickrath (1410) mit HLF 20 DLK 23/12 LF-KatS (Bund) MTF Unwetter Beckrath (1411) mit LF 10 Herrath (1413) mit HLF 10 Wanlo (1414) mit HLF 10 Wickrathberg (1415) mit HLF 10 Wickrathhahn (1416) mit HLF 10 |

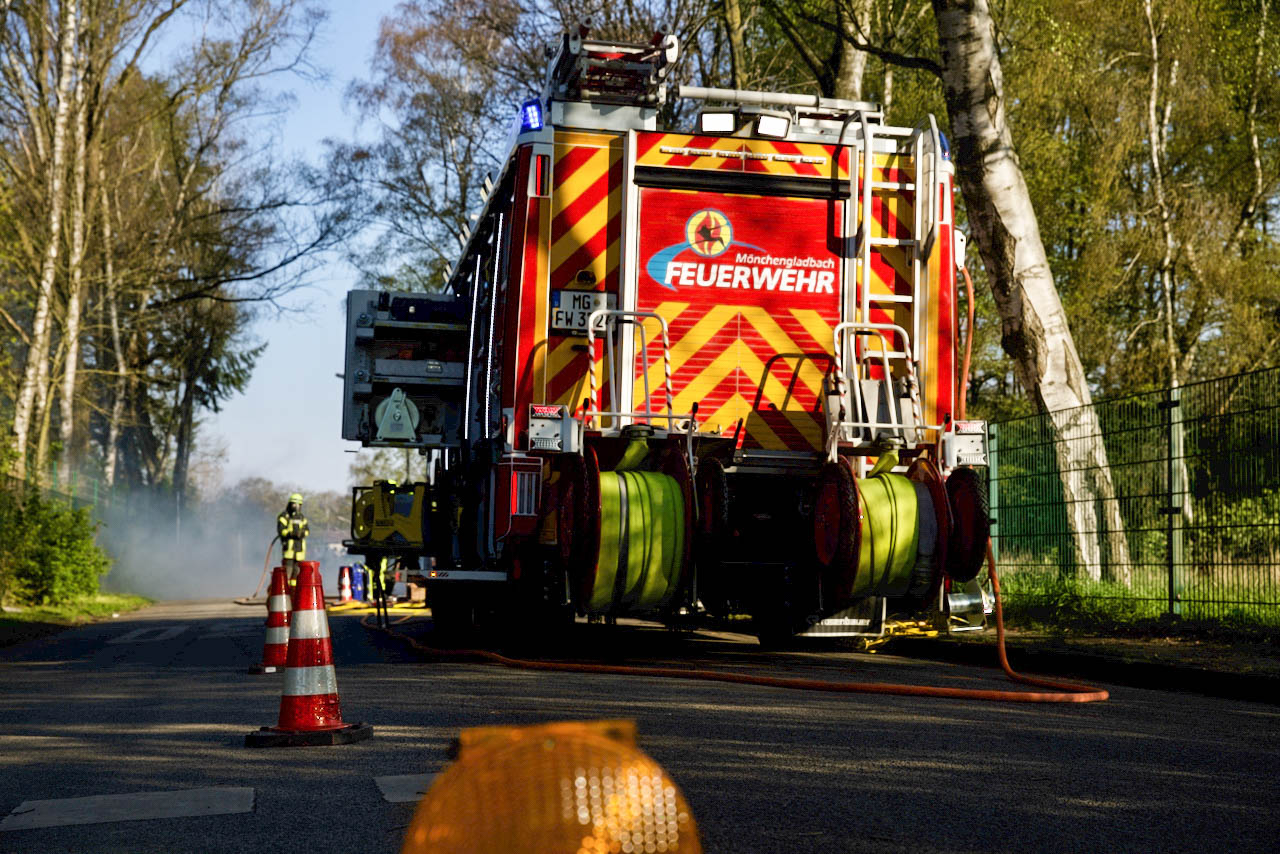
TH-Einsatz eines HLF am Übungsgelände an der Lilienthalstraße

Die 18. Einheit der Freiwilligen Feuerwehr ist die aus dem ehemaligen Fernmeldedienst des Katastrophenschutzes (Regieeinheit der Stadt) hervorgegangene IuK-Einheit. Kennzahl der IuK-Einheit ist die 10. Sie hat die Aufgabe, an der Einsatzstelle mit Führungsmitteln (ELW 1) und Führungshilfspersonal zu unterstützen und wird im gesamten Stadtgebiet tätig. Ebenso begleitet sie die Verbände bei überörtlichen Einsätzen oder führt den „Leitenden Notarzt“ (LNA) an den Einsatzort.
Als 19. Einheit wurde im Jahr 2023 die Einheit RHOT (Rettungshunde und Ortungstechnik) gegründet.
Aus der vierstelligen Einheitskennzahl lässt sich ableiten, in welchem FRW-Bezirk diese Einheit angesiedelt ist und ob es sich um eine Gruppen-, Zug- oder Schwerpunkteinheit handelt. Beispiel: Einheit Odenkirchen (Kennzahl: 1311) Freiwillige Feuerwehr im Bereich FRW III (13), 1. Zugeinheit im Schwerpunkt Rheydt (11). Diese Kennzahl findet sich im Funkrufnamen wieder. Beispiel: Einheit Odenkirchen hat die Fahrzeuge HLF 20 (13-HLF20-11), SW 2000-KatS (13-SW2000-11) und MTF (13-MTF-11).

## Rettungsdienst

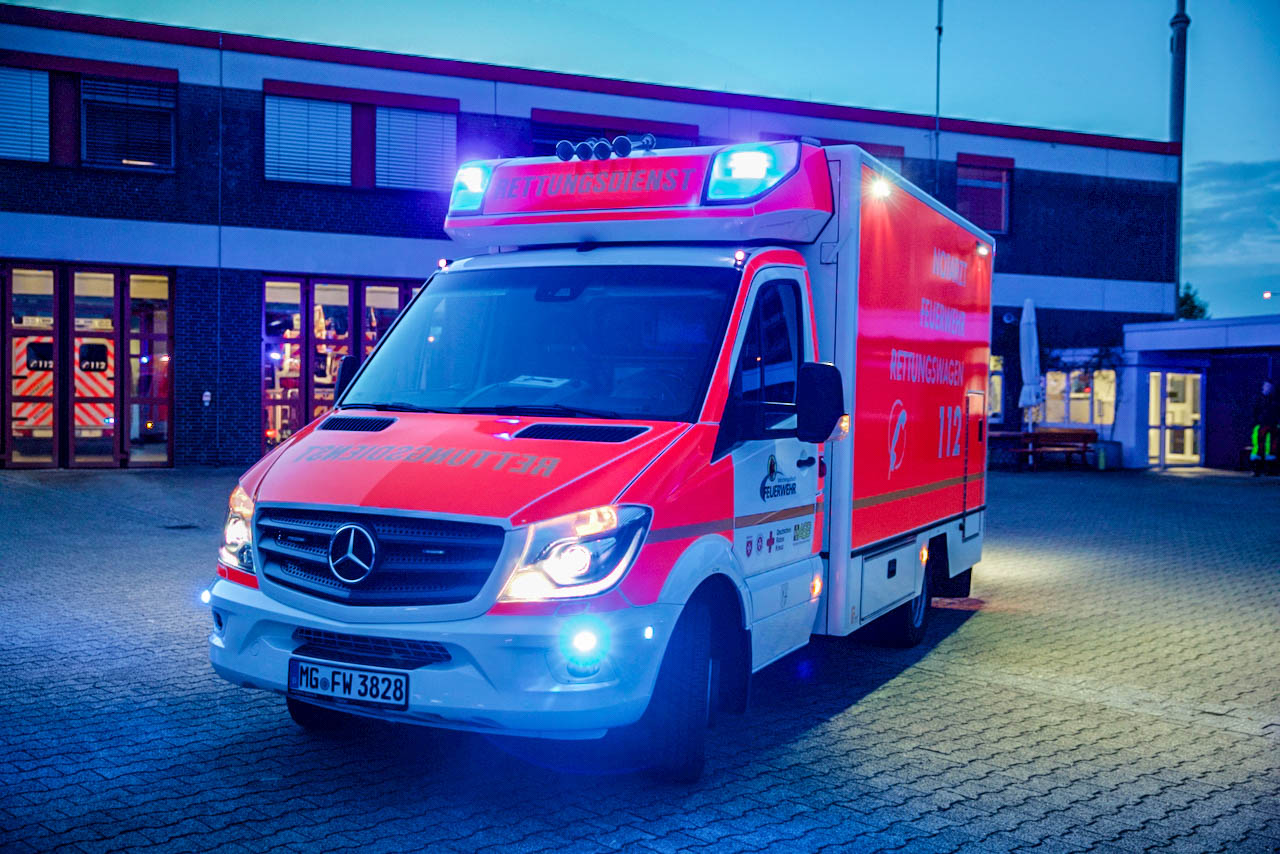
RTW im Innenhof der Feuerwache Holt (2019)

Die Rettungswagen des Rettungsdienstes in Mönchengladbach sind an den drei ständig besetzten Feuer- und Rettungswachen (FRW) und zwei weiteren Rettungswachen (RW) stationiert (siehe Berufsfeuerwehr).

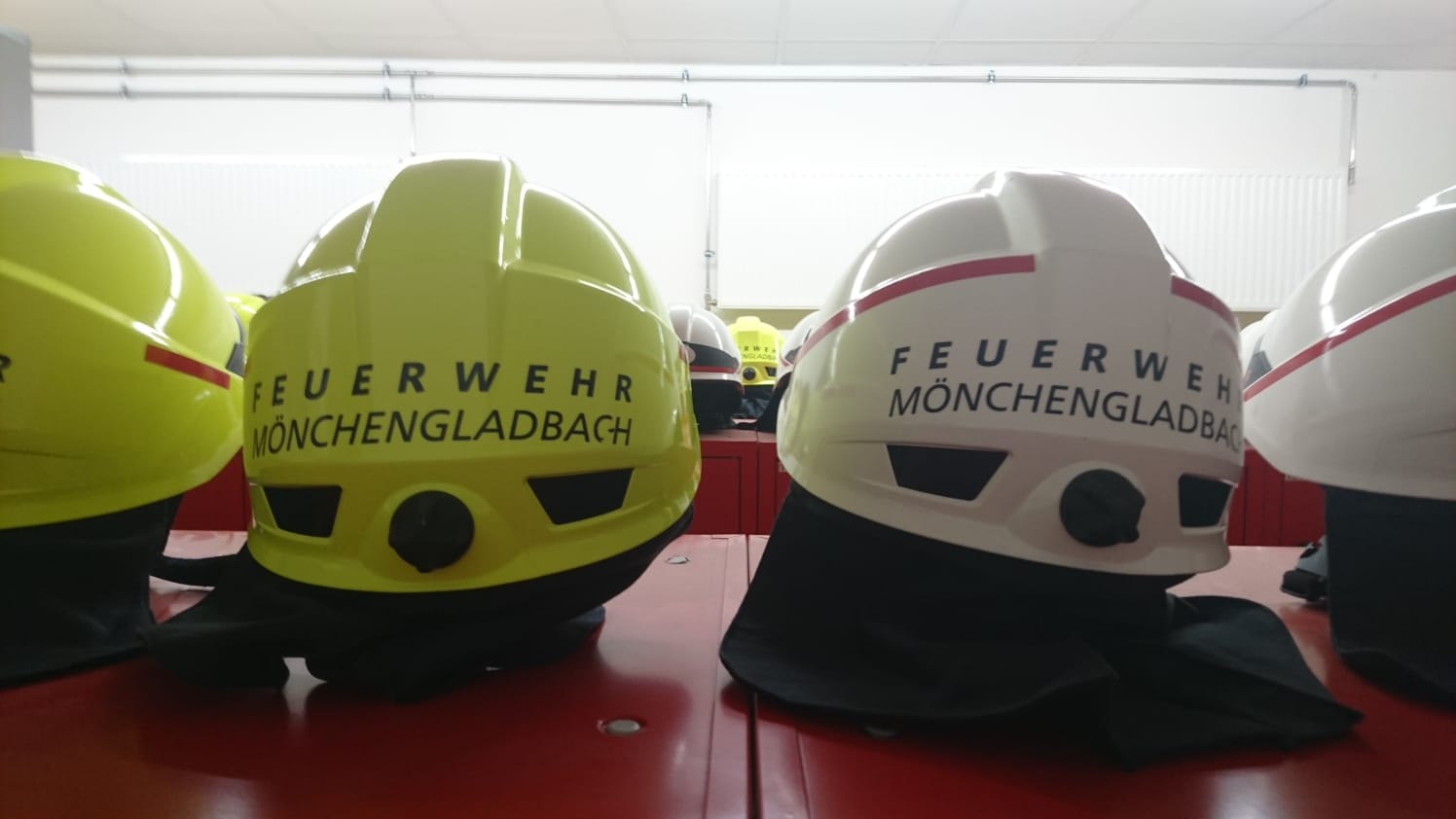
Helme: gelb Mannschaft – weiß Führungsdienst

Am 24. Juli 1981 wurde in Mönchengladbach das Notarztsystem eingeführt. Seitdem fahren bei einem Einsatz mit Notarztindikation ein Rettungswagen und ein Notarzteinsatzfahrzeug (NEF) die Einsatzstelle von unterschiedlichen Standorten an und treffen dort im sogenannten Rendezvous-System zusammen. Inzwischen sind im Stadtgebiet Mönchengladbach drei NEF eingesetzt. Alle NEF sind an Krankenhäusern im Stadtgebiet stationiert und werden von jeweils einem Rettungsassistenten (zukünftig: Notfallsanitäter) und einem Notarzt besetzt. Das Notarzteinsatzfahrzeug 1 (Nord) ist 24 Stunden im wöchentlichen Wechsel an drei verschiedenen Krankenhäusern und die südlichen Notarzteinsatzfahrzeuge 2 (12 Stunden) und 3 (24 Stunden) am Elisabeth-Krankenhaus in Rheydt stationiert.
In die Notfallrettung sind die in Mönchengladbach tätigen Hilfsorganisationen Deutsches Rotes Kreuz (DRK), Johanniter-Unfall-Hilfe (JUH), und Arbeiter-Samariter-Bund (ASB) mit Tagesdienst-RTW integriert (siehe Fahrzeugzuordnungen in der Tabelle). Der ASB besetzt zusätzlich seit Januar 2023 das Tagesdienst-NEF. Die Berufsfeuerwehr stellt 75 % der Fahrzeugbesatzungen in der Notfallrettung und 2/3 im Notarztdienst, 25 % in der Notfallrettung und 1/3 Notarztdienst werden durch Hilfsorganisationen gestellt. Neu seit Januar 2023 ist die Besetzung des Interimsstandortes der DRK-Unterkunft Rheindahlen (Tagesdienst mit Zuordnung FRW II und RW Koch) und des Interimsstandortes am Bildungszentrum (JUH) mit der Zuordnung zur RW Wickrath.
Im Krankentransport sind die drei Hilfsorganisationen ASB, DRK und JUH zu 100 % tätig. Im Dienst stehen insgesamt 8 + 1 Krankentransportwagen, Typ A2. Es werden jeweils zwei KTW von ASB und DRK besetzt. Vier weitere KTW werden von der JUH betrieben. Ein KTW zur Abdeckung des Spitzenbedarfs (tagsüber) und für die Nacht wird im wöchentlichen Wechsel zwischen ASB, DRK und JUH gestellt.
Zur Verstärkung der Notfallrettung („Rettungsdienstverstärkung“) stehen vier zusätzliche Rettungswagen („KatS-RTW“) Typ C, jeweils einer durch ASB, DRK und JUH besetzt, zur Verfügung. Ebenso hat ständig einer der Ärzte aus der Leitenden Notarztgruppe „LNA-Rufbereitschaft“ und verstärkt bei Bedarf den Führungsdienst der Berufsfeuerwehr oder die Feuerwehreinsatzleitung.
Bei besonderen Einsatzindikationen kann auf im Umkreis stationierte Rettungshubschrauber zurückgegriffen werden. Mönchengladbach ist Teil der Trägergemeinschaft des Christoph 9 mit Standort in Duisburg.
- Christoph 3, Standort: Köln[9]
- Christoph 9, Standort: Duisburg[10]
- Christoph Europa 1, Standort: Würselen[11]
- Christoph Rheinland, Standort: Köln[12]

Seit dem Jahr 2012 ist die Stelle eines „Ärztlichen Leiters Rettungsdienst“ (ÄLRD) eingerichtet und in Kooperation mit den Städtischen Kliniken Mönchengladbach GmbH durch einen erfahrenen Oberarzt dauerhaft besetzt. In diesem Zusammenhang wurde der Rettungsdienst Mönchengladbach auch Teil des „Gemeinsamen Kompendium Rettungsdienst 2023“ – 28 Städte und Kreise mit 8,5 Mio. Menschen, ca. 1.000.000 Notfalleinsätzen im Jahr, 522 RTW, 127 NEF, 3 RTH und zwei Telenotarzt-Systeme unter einem einheitlichen Versorgungskonzept. Der Rettungsdienst Mönchengladbach nimmt am Deutschen Reanimationsregister teil.
Im Probebetrieb läuft der Medi-Pkw mit einer mechanischen Reanimationshilfe. Er wird zu jeder Reanimation entsendet, wenn die Leitstelle bereits die Laienreanimation anleitet oder kann von der Einsatzstelle nachgefordert werden, wenn ein Patient reanimationspflichtig geworden ist und dies für den Transport notwendig erscheint. Im Falle einer bereits durch die Leitstelle angeleiteten Laienreanimation erfolgt zusätzlich noch die Alarmierung eines HLF 20 der Berufsfeuerwehr zur Unterstützung.
Die Feuerwehr Mönchengladbach betreibt am Bildungszentrum eine staatlich anerkannte Rettungsdienstschule und bildet u. a. Notfallsanitäter aus. Zum Einstieg in die Berufsfeuerwehr für Schüler mit mittlerem Bildungsabschluss wird der Bildungsgang 112-MEDIC angeboten.

## Sondereinsatzgruppen
In der Feuerwehr Mönchengladbach existieren drei Sondereinsatzgruppen, in welchen Feuerwehrkollegen und -kameraden zusätzliche Aufgaben zu ihrem Regeltätigkeitsbereich übernehmen:
- Sondereinsatzgruppe (SEG) ABC/CBRN
- Sondereinsatzgruppe (SEG) Rettung aus Höhen und Tiefen
- Sondereinsatzgruppe (SEG) Rettungsdienst

Häufig ist hier Personal der Berufsfeuerwehr mit Kameraden aus den unterschiedlichen Einheiten der Freiwilligen Feuerwehr aktiv.

### SEG ABC/CBRN
Seit dem Jahr 1994 existiert diese Sondereinsatzgruppe. Eine Gründung wurde erforderlich, da Mönchengladbach von vier Bundesautobahnen (A 44, A 46, A 52 und A 61) umgeben ist und mehrere Chemiefirmen ansässig sind.
Aufgabe der Sondereinsatzgruppe ist die Unterstützung von Einsatzkräften vor Ort. Sie kann die Aufgaben Messen und Dekontamination übernehmen. Zu diesem Zweck werden die Dekon-LKW P und der ABC-ErkKw eingesetzt. Ebenso der AB-V-Dekon NRW. Unterstützt wird die SEG durch mehrere Fachberater ABC.

### SEG Rettung aus Höhen und Tiefen
Diese SEG kommt vornehmlich zum Retten oder Bergen von Personen zum Einsatz. Im Dienstbetrieb der FRW II befindet sich täglich mindestens eine Dienstkraft mit der entsprechenden Qualifikation, die von Kollegen aus der Freizeit unterstützt werden kann. Ebenso ist ein Koordinator 24/7 in Rufbereitschaft.

### SEG Rett-Technik
Diese SEG wird bei Massenanfall von Verletzten (ab 25 betroffene Personen) oder zur vorsorglichen Bereitstellung bei Großveranstaltungen eingesetzt. Sie kann auf zusätzliche RTW (Reserve) und die AB-RettD und AB-MANV NRW zurückgreifen.